# Alto Conselho Nacional
O Alto Conselho Nacional (em húngaro: Nemzeti Főtanács) foi o chefe de estado coletivo do Reino da Hungria de 1945 a 1946. 

## Membros do Alto Conselho Nacional
Partidos:       Independente       FKGP       MKP

### Primeiro Conselho
| Retrato | Retrato | Nome (Nascimento–Morte)   | Mandato                | Mandato                | Partido      | Titular de Cargo                  |
| ------- | ------- | ------------------------- | ---------------------- | ---------------------- | ------------ | --------------------------------- |
|         |         | Béla Zsedényi (1894–1955) | 26 de janeiro de 1945  | 29 de novembro de 1945 | Independente | Presidente da Assembleia Nacional |
|         |         | Ferenc Nagy (1903–1979)   | 29 de novembro de 1945 | 7 de dezembro de 1945  | FKGP         | Presidente da Assembleia Nacional |
|         |         | Béla Miklós (1890–1948)   | 26 de janeiro de 1945  | 15 de novembro de 1945 | Independente | Primeiro-Ministro                 |
|         |         | Zoltán Tildy (1889–1961)  | 15 de novembro de 1945 | 7 de dezembro de 1945  | FKGP         | Primeiro-Ministro                 |
|         |         | Ernő Gerő (1898–1980)     | 26 de janeiro de 1945  | 11 de maio de 1945     | MKP          |                                   |
|         |         | József Révai (1898–1959)  | 11 de maio de 1945     | 27 de setembro de 1945 | MKP          |                                   |
|         |         | Mátyás Rákosi (1892–1971) | 27 de setembro de 1945 | 7 de dezembro de 1945  | MKP          |                                   |

### Segundo Concílio
| Retrato | Retrato | Nome (Nascimento–Morte)   | Mandato               | Mandato                | Partido | Titular de Cargo                  |
| ------- | ------- | ------------------------- | --------------------- | ---------------------- | ------- | --------------------------------- |
|         |         | Ferenc Nagy (1903–1979)   | 7 de dezembro de 1945 | 1 de fevereiro de 1946 | FKGP    | Presidente da Assembleia Nacional |
|         |         | Zoltán Tildy (1889–1961)  | 7 de dezembro de 1945 | 1 de fevereiro de 1946 | FKGP    | Primeiro-Ministro                 |
|         |         | László Rajk (1909–1949)   | 7 de dezembro de 1945 | 1 de fevereiro de 1946 | MKP     |                                   |
|         |         | Béla Varga (1903–1995)    | 7 de dezembro de 1945 | 4 de janeiro de 1946   | FKGP    |                                   |
|         |         | Ferenc Szeder (1881–1952) | 4 de janeiro de 1946  | 1 de fevereiro de 1946 | FKGP    |                                   |